# Fleurieu-sur-Saône

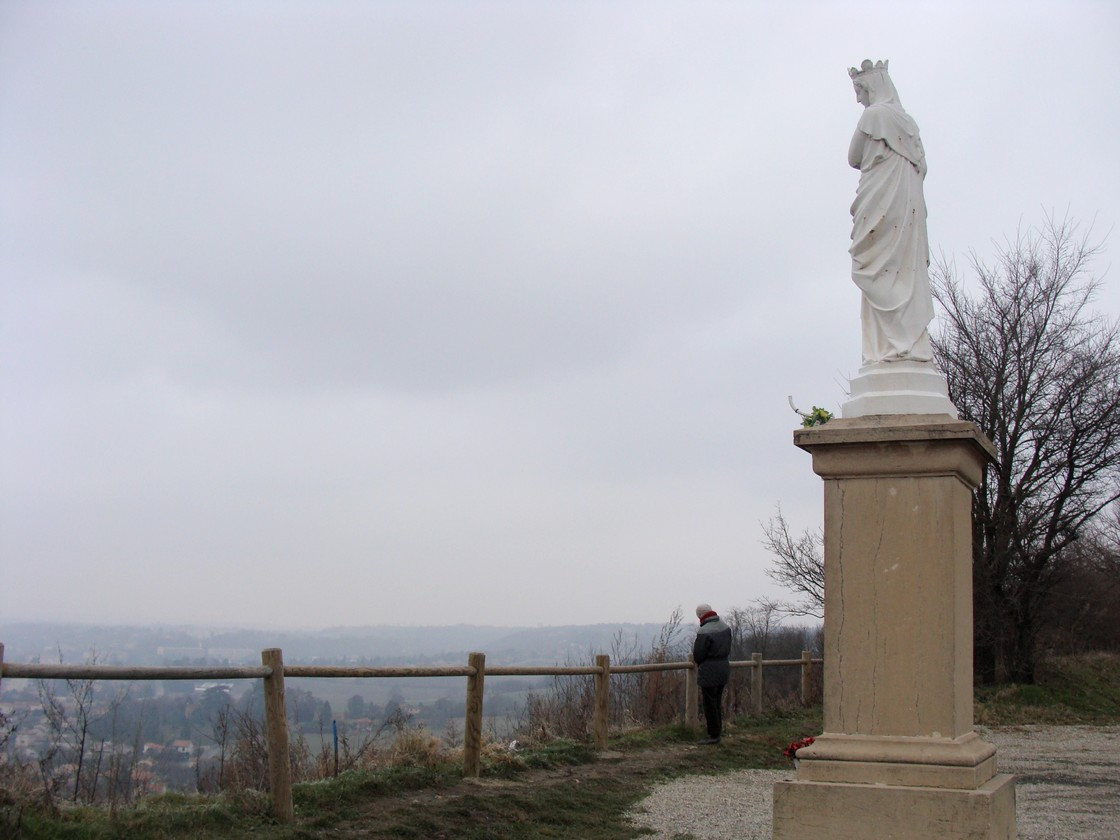
Figura Matki Boskiej w Vierge de Fleurieu, 2009

Fleurieu-sur-Saône – miejscowość i gmina we Francji, w regionie Owernia-Rodan-Alpy, w departamencie Rodan.
Według danych na rok 1990 gminę zamieszkiwały 943 osoby, a gęstość zaludnienia wynosiła 324 os./km² (wśród 2880 gmin regionu Rodan-Alpy Fleurieu-sur-Saône plasuje się na 812. miejscu pod względem liczby ludności, natomiast pod względem powierzchni na miejscu 1653.).